# Население Парагвая
Парагва́йцы (исп. paraguayos) — основное население Парагвая. Общая численность населения Парагвая — 7 133 000 чел. (2020 г.). В Парагвае — 6 млн, в Аргентине — 500 тыс., в Бразилии — 70 тыс. Основная религия — католицизм.
В Парагвае более 95% (по другим данным -75%) населения являются метисами — потомками смешанных браков индейцев и белых. Чистокровные индейцы составляют 2 %, белое население — 20 %, 3 % приходится на долю жителей африканского, китайского и корейского происхождения. В отличие от всех остальных стран Южной Америки, в Парагвае для межнационального общения широко используется язык коренного населения, гуарани. 37 % говорят только на гуарани, половина населения владеет испанским (парагвайский диалект) и гуарани, 7 % населения владеют только испанским и 6 % — немецким, японским или корейским языками. Среди парагвайцев европейского происхождения много немцев (около 1/4), часть из них (меннониты) живут в изолированных колониях на западе страны. Есть также итальянцы, русские, поляки и украинцы.
В стране два государственных языка, испанский, который понимают лишь 50 % населения, и гуарани, на котором говорят 80—95 % местного населения.

## Происхождение
Ядро нации составляют метисы от браков испанских колонизаторов и индейцев гуарани, в меньшей степени негров. Нация формировалась в условиях жестокой борьбы против колонизаторов. Независимость государство получило в 1811 г. После провозглашения независимости первым правителем в стране стал Хосе Гаспар Родригес Франсиа. Он и его преемники проводили политику создания самодостаточной экономики и усиления позиций страны в регионе. Во второй половине XIX в. местное население сильно сократилось в результате войны с Аргентиной, Уругваем и Бразилией. Парагвай также потерял 1/2 своей территории. В дальнейшем народ испытал гнет местной диктатуры.
Первые сведения о парагвайских индейцах в Европе появились в 16 в. О них писали Шмидель, Кабеса де Вака, Руис Диас де Гусман. Более поздние сведения, более подробные, в XVII—XVIII вв. принадлежат иезуитам Лосано, Шарлевуа, Геваре, Эрвасу, Николо дель Течо и др.
Сейчас, кроме метисов, в стране проживают и отдельные группы индейцев. Прежде всего, это — гуарани, затем каингуа («жители лесов»), это те же гуарани, но жившие вне миссий. В Западном Парагвае живут представители типа индейцев Чако, крупнейшее племя — кайяпо.

## Быт и хозяйство

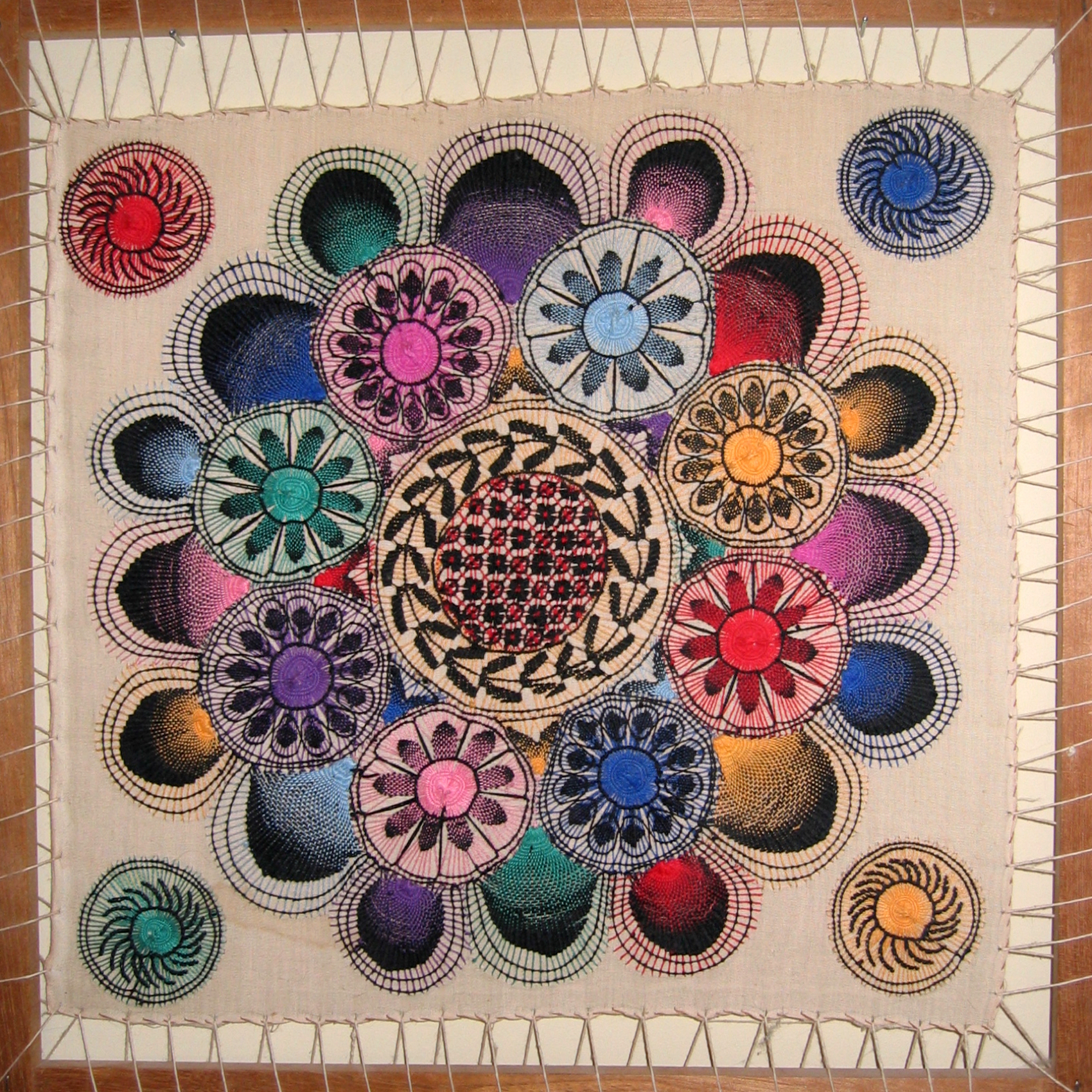
Кружева няндути из Асунсьона (Парагвай)

Большая часть населения занята в сельском хозяйстве, в животноводстве. Преобладает пастбищное скотоводство (разведение крупного рогатого скота). В земледелии главная культура — хлопчатник. Развивается промышленность, растет число занятых в ней.
Большинство парагвайцев живет в деревнях по 100—130 домов. Жилище имеет 3 стены из сырцового кирпича. Крыша — из соломы, тростника или пальмовых листьев. Для поддержки используется бамбук, из него же делают заборы. Пол — земляной.
Одежда — европейского типа, в основном домотканая.
Пища — кукуруза, бобы, маниок и др. продукты. Используется масло из плодов пальмы ватаи, из её сока готовится алкогольный напиток чича. Из блюд наиболее употребительные — кукурузная каша (абати пороро), пирожки из кукурузной муки (чипас). Самый любимый напиток — парагвайский чай (йерба-матэ).
Из ремесел развиты домашнее ткачество, изготовление пончо, знаменитых парагвайских кружев няндути, посуды, глиняных статуэток.
Развито народное музыкальное искусство, танцы, песни, сохраняются старинные музыкальные инструменты.
Национальная литература испытала значительное влияние индейского фольклора.